# Micrurus tricolor
Micrurus tricolor (пантанальський кораловий аспід) — вид отруйних змій родини аспідових (Elapidae). Мешкає в Південній Америці.

## Поширення і екологія
Пантанальські коралові аспіди мешкають на південному заході Бразилії та на півночі Парагваю. Вони живуть на сезонних водно-болотних угіддях Пантаналу, а також в навколишніх саванах і чагарниках Чако.